# Mnesipenthe refulgens
Mnesipenthe refulgens là một loài bướm đêm trong họ Geometridae.